# Horisme teriolata
Horisme teriolata là một loài bướm đêm trong họ Geometridae.